# Кросс-Плейнс (Теннессі)
Кросс-Плейнс (англ. Cross Plains) — місто (англ. city) в США, в окрузі Робертсон штату Теннессі. Населення — 1789 осіб (2020).

## Географія
Кросс-Плейнс розташований за координатами 36°32′28″ пн. ш. 86°40′30″ зх. д. / 36.54111° пн. ш. 86.67500° зх. д. (36.541037, -86.675098).  За даними Бюро перепису населення США в 2010 році місто мало площу 21,98 км², уся площа — суходіл.

## Демографія
Згідно з переписом 2010 року, у місті мешкало 1714 осіб у 611 домогосподарстві у складі 475 родин. Густота населення становила 78 осіб/км².  Було 645 помешкань (29/км²).
Расовий склад населення:
| - 93,6 % — білих - 3,4 % — чорних або афроамериканців - 0,4 % — корінних американців - 0,3 % — азіатів - 0,1 % — вихідців з тихоокеанських островів |

До двох чи більше рас належало 1,5 %. Частка іспаномовних становила 2,3 % від усіх жителів.
За віковим діапазоном населення розподілялося таким чином: 25,1 % — особи молодші 18 років, 62,3 % — особи у віці 18—64 років, 12,6 % — особи у віці 65 років та старші. Медіана віку мешканця становила 39,2 року. На 100 осіб жіночої статі у місті припадало 109,0 чоловіків;  на 100 жінок у віці від 18 років та старших — 105,0 чоловіків також старших 18 років.
Середній дохід на одне домашнє господарство  становив 70 719 доларів США (медіана — 64 554), а середній дохід на одну сім'ю — 79 014 долари (медіана — 68 438). За межею бідності перебувало 8,6 % осіб, у тому числі 7,4 % дітей у віці до 18 років та 6,2 % осіб у віці 65 років та старших.
Цивільне працевлаштоване населення становило 891 особа. Основні галузі зайнятості: освіта, охорона здоров'я та соціальна допомога — 18,9 %, виробництво — 12,7 %, роздрібна торгівля — 9,1 %, будівництво — 9,0 %.